# Agudath Israel Weltorganisation
Agudath Israel Weltorganisation (engl. Agudath Israel World Organization; kurz AIWO) (hebräisch הסתדרות אגודת ישראל העולמית auch הסתדרות החרדים העולמית אגדת ישראל: Histadrut Agudat Yiśraʼel ha-ʻolamit; auch Histadrut ha-cḥaredim ha-ʻolamit Agudat Yiśraʼel ) ist eine internationale ultraorthodoxe jüdische Organisation und hat in 17 Ländern und auf vier Kontinenten Mitglieder. Sie verfügt in Jerusalem über einen eigenen Verlag. Die Agudath Israel World Organization hat ihren Sitz am Broadway 42 in New York.

## Geschichte
Die Organisation wurde 1912 als politischer Arm der aschkenasischen Torah-Bewegung in Nachfolge der Agudas Shlumei Emunei Yisroel („Union des glaubenstreuen Israel“) gegründet. Zu den Grundlagen gehört das Judentum Osteuropas vor dem Holocaust und die Wiederbelebung des Chassidismus, der das orthodoxe Judentum Europas umfasste.
Die Vereinigung wurde von einem Geschäftsführenden Ausschuss mit Sitz in Wien geleitet. Ein Rabbinischer Rat (hebräisch מועצת חכמי התורה, Mo'etzet chachmeji haTora) prüfte und ratifizierte alle wichtigen Beschlüsse; die Delegierten der Landesorganisation trafen sich alle fünf Jahre zur Kenessio Gedaulo (כנסיה גדולה, „große Versammlung“).
Für die Erziehungsarbeit wurde der Hilfsfonds Keren haTora (קרן התורה) mit Sitz in Wien gebildet. Der Aguda nahe standen das in Warschau erscheinende Jidisches Togblatt (in jiddischer Sprache) und Der Israelit (Frankfurt am Main) sowie die Jüdische Korrespondenz (Wien) und die Jüdische Presse (Bratislava und Wien).

## Personen
- Jacob Rosenheim[11]
- Moshe Sherer[12][13][14]
- Abraham Babad[15]
- Harry Reicher[16]

## Mitglieder

### Polen (1916–1939)
Während des Ersten Weltkriegs wurden Pinchas Kohn und Rabbiner Emanuel Carlebach aus Deutschland angewiesen, als rabbinische Berater für die deutsche Besatzungsmacht in Polen tätig zu werden. In dieser Position arbeiteten sie eng mit Abraham Mordechai Alter zusammen. Als Ergebnis dieser Zusammenarbeit wurde im Jahre 1916 die Agudath Israel in Polen gegründet, deren Ziel es war, das ost- und westeuropäische orthodoxe Judentum zu vereinigen. Die Agudath Israel erhielt reichen Zulauf, so von chassidischen Juden, und nahm an den Wahlen zur zweiten polnischen Republik teil, wobei sie Sitze im Sejm gewann. Zu den gewählten Repräsentanten zählten Alexander Soscha Friedman, Rabbiner Jehuda Mair Schapira, Rabbiner Josef Nechemjia Kornitzer aus Krakau und Rabbiner Aharon Lewin aus Reischa (Rzeszów) (jiddisch ר' אהרן לעווין מרישא) (hebräisch ר' אהרן לווין מרישא).
Bekannte Mitglieder der Agudath Yisroel waren Abraham Mordechai Alter, Mordechai Yosef Elazar Leiner und Yisrael Meir Kagan. 1939 endete die Existenz der אגודת ישראל בפולין.

### Lettland
In Lettland war die Agudath Israel unter dem Vorsitz von Mordechai Dubin von 1922 bis 1934 im dortigen Parlament, der Saeima, vertreten.

### Slowakei
Ein anderer Vertreter der Agudath Israel war Chaim Michael Dov Weissmandl. Selbst als er an der Oxford University war, zog Weissmandl es am 1. September 1939, dem ersten Tag des Zweiten Weltkriegs, vor, als Vertreter der World Agudath Israel in die Slowakei zurückzukehren.

### Großbritannien
In Großbritannien wurde die Agudath Israel, vertreten durch die Adath Israel Synagogue, im Jahr 1909 gegründet, gefolgt von der Union of Orthodox Hebrew Congregations, welche im Jahr 1926 gegründet wurde. Im Jahr 1943 repräsentierte sie 5000 Familien unter dem Vorsitz des Rabbiners Solomon Schonfeld. Der britische Sekretär der Agudath Israel World Organization, des politischen Arms der religiösen Bewegung, war Harry Goodman, Herausgeber des Jewish Weekly. Er spielte eine Schlüsselrolle in der Agudath Israel Organization im Zweiten Weltkrieg.